# Перес, Фелипе Роке
Фелипе́ Рамо́н Пе́рес Ро́ке (исп. Felipe Ramón Pérez Roque; род. 28 марта 1965, Гавана, Куба) — кубинский политик, бывший министр иностранных дел Кубы с 1999 по 2009 год. На момент назначения был не только самым молодым членом кубинского кабинета, но и единственным, кто родился после Кубинской революции 1959 года.

## Биография
Был инженером-электронщиком и лидером студенческих организаций. До назначения министром занимал пост главы аппарата Фиделя Кастро в течение десяти лет. Помимо того, что он был заметной фигурой в Совете министров Кубы, Перес Роке также являлся членом Центрального комитета Коммунистической партии Кубы и входил в Государственный совет.
В марте 2009 года на посту министра иностранных дел его сменил бывший посол в ООН Бруно Родригес Паррилья после обвинений в пренебрежительных выражениях в адрес правления Фиделя Кастро и других высокопоставленных лидеров Коммунистической партии — высказывания были получены с помощью скрытой записи. Он был отстранён от всех партийных и государственных должностей.

## Министр иностранных дел
Роль Переса Роке на посту министра иностранных дел определялась его выступлениями против внешней политики США — как в отношении Кубы, так и в более широком международном контексте. Он называл Кубу «страной в осаде» из-за американского эмбарго. Перес Роке выступал с рядом речей на ежегодных сессиях Генеральной Ассамблеи ООН, критикуя роль США и призывая к выводу американских войск из Ирака. Также на этих заседаниях он выступал за включение стран третьего мира в состав Совета Безопасности, за сотрудничество всех стран в борьбе с терроризмом и за то, что развитые страны несут ответственность за обеспечение всеобщего и полного разоружения, включая ядерное разоружение.
Перес Роке также отвечал за углубление торговых отношений между Кубой и КНР и совершил ряд визитов в Китай, в ходе которых было подписано важное военное соглашение между двумя странами.
2 марта 2009 года был снят с поста министра иностранных дел. 3 марта Фидель Кастро подверг критике его и Карлоса Лахе Давилу (не называя их поимённо) за любовь к власти, а 5 марта в опубликованном письме Перес Роке объявил о своей отставке со всех партийных и государственных постов — членства в Центральном комитете и Политбюро Коммунистической партии, членства в Государственном совете и должности депутата парламента. В этом письме он также признал справедливость критики Кастро и согласился с тем, что допустил ошибки.

## Личная жизнь
Женат на Тании Кромбет, дочери Хайме Кромбета (был вице-президентом Национальной ассамблеи народной власти до 2013 года), у пары двое детей.
После ухода из политики работал инженером в государственной строительной компании.